# Wrentham (Massachusetts)
Wrentham é uma vila localizada no condado de Norfolk no estado estadounidense de Massachusetts. No Censo de 2010 tinha uma população de 10.955 habitantes e uma densidade populacional de 187,07 pessoas por km².

## Geografia
Wrentham encontra-se localizado nas coordenadas 42° 03′ 10″ N, 71° 21′ 25″ O. Segundo o Departamento do Censo dos Estados Unidos, Wrentham tem uma superfície total de 58.56 km², da qual 56.22 km² correspondem a terra firme e (4%) 2.34 km² é água.

## Demografia
Segundo o censo de 2010, tinha 10.955 pessoas residindo em Wrentham. A densidade populacional era de 187,07 hab./km². Dos 10.955 habitantes, Wrentham estava composto pelo 97.07% brancos, o 0.56% eram afroamericanos, o 0.17% eram amerindios, o 1.02% eram asiáticos, o 0% eram insulares do Pacífico, o 0.21% eram de outras raças e o 0.97% pertenciam a duas ou mais raças. Do total da população o 1.21% eram hispanos ou latinos de qualquer raça.